# Починок Ігор Петрович
Починок Ігор Петрович (25 березня 1971, Львів) — український видавець, журналіст. Засновник, головний редактор, стратегічний редактор всеукраїнської україномовної газети «Експрес».
З 1988 по 1993 роки навчався на факультеті журналістики Львівського державного університету ім. Івана Франка. Під час навчання працював у виданні «Post-Поступ», де тоді зібралася ініціативна молодь львівської журналістики.
У 1994 з групою однодумців заснував додаток до «Post-Поступу» — видання "Експрес. Програмка". Невдовзі воно відділилося від матірньої структури і перетворилося на окрему газету «Експрес», яку очолив І.Починок. За кілька років часопис став найпопулярнішим виданням у Львові, поширився на Львівську область, а згодом і на сусідні регіони.
З часом на базі газети «Експрес» виникло ціле видавництво — ТзОВ «Експрес медіа груп», в якому Ігор Починок займає посаду генерального директора.